# Nomascus siki
Nomascus siki is een soort van de familie gibbons (Hylobatidae) en de superfamilie van de mensapen. Nomascus siki komt voor in Laos en Vietnam.  Deze gibbonsoort is nauw verwant aan de witwanggibbon (Nomascus leucogenys) en goudwanggibbon (N. gabriellae). Al deze gibbonsoorten zijn in hun voortbestaan bedreigd of ernstig bedreigd door jacht en aantasting van de habitat. 

## Beschrijving
Nomascus siki heeft niet overal dezelfde kleur vacht. Jonge dieren zijn lichtbruin, volwassen mannetjes zijn zwart en vrouwtjes zijn bruin. Omdat gibbons hoog in de boomkronen leven, is het zeer lastig een gibbon te determineren zonder te vangen en bewusteloos te maken. Om deze bedreigde dieren niet verder in de problemen te brengen, werd gebruikgemaakt van de ontlasting van deze dieren waarin dierlijke cellen waaraan voor moleculair-genetisch (DNA-) onderzoek werd gedaan. Resultaten hiervan werden vergeleken met resultaten verkregen aan dieren uit museumcollecties. Aanvullende argumenten om te besluiten dat dit een soort en geen bastaard was tussen de witwanggibbon en de goudwanggibbon was, werden gevonden in de analyse van de geluiden die deze gibbons maken.

## Leefgebied
Nomascus siki komt voor in bosgebieden in het midden van Laos en Vietnam op de grens tussen beide landen. Deze gibbon komt daar voor in subtropisch, altijd groenblijvend bos op een hoogte tussen de 30 en 100 m boven de zeespiegel, bijvoorbeeld in het Nationaal park Phong Nha-Kẻ Bàng in Vietnam. In Laos komen gibbons voor in onder andere het biosfeerreservaat  Nakai-Nam Theun in de provincie Khammuan in hellingbossen tot op een hoogte 1700 m.

## Bedreigingen
In Laos en Vietnam wordt de gibbon bejaagd als voedsel (bushmeat) en voor de bereiding van traditionele medicijnen. Vernietiging van het leefgebied door toenemend landbouwkundig gebruik en houtkap en (vooral in Vietnam) versnippering door wegenbouw vormen ook bedreigingen. Daardoor is in de afgelopen 45 jaar de populatie met minstens 50% in aantal is achteruitgegaan (1,5% per jaar). Daarom staat de soort als bedreigd op de internationale rode lijst.